# Listă de nume românești - litera J
Această pagină, supusă continuu îmbunătățirii, conține peste 500 de nume de familie românești care încep cu litera J.
| Ja - Jaba (wikt) - Jabenițan (wikt) - Jac (wikt) - Jacă (wikt) - Jacotă (wikt) - Jagâte (wikt) - Jagîte (wikt) - Jaglău (wikt) - Jaiculescu (wikt) - Jakotă (wikt) - Jalaboc (wikt) - Jalabocu (wikt) - Jalaboi (wikt) - Jalade (wikt) - Jalbă (wikt) - Jalbu (wikt) - Jalea (wikt) - Jaleru (wikt) - Jalia (wikt) - Jaliu (wikt) - Jalobă (wikt) - Jalobeanu (wikt) - Jaloboi (wikt) - Jalubă (wikt) - Jamalț (wikt) - Jamgocian (wikt) - Jancă (wikt) - Janchiș (wikt) - Jancu (wikt) - Jandarmu (wikt) - Jangaene (wikt) - Jani (wikt) - Jantă (wikt) - Jantea (wikt) - Janu (wikt) - Jar (wikt) - Jaravete (wikt) - Jaraveti (wikt) - Jarcă (wikt) - Jarcalete (wikt) - Jarcău (wikt) - Jarcu (wikt) - Jarda (wikt) - Jardan (wikt) - Jardianu (wikt) - Jari (wikt) - Jarnea (wikt) - Jaruc (wikt) - Jașcău (wikt) - Jaucă (wikt) - Javăr (wikt) - Javelea (wikt) - Javla (wikt) | Jă - Jăchean (wikt) - Jăchianu (wikt) - Jăcman (wikt) - Jădăneanț (wikt) - Jădăneanțu (wikt) - Jăgănaru (wikt) - Jălăveanu (wikt) - Jămneală (wikt) - Jăratic (wikt) - Jărcălău (wikt) - Jărcuță (wikt) - Jărpălău (wikt) - Jătăreanu (wikt) | Jâ - Jâbu (wikt) - Jâcman (wikt) - Jâgău (wikt) - Jâjâe (wikt) - Jâjâie (wikt) - Jâlă (wikt) - Jâlavu (wikt) - Jâtărașu (wikt) - Jâtaru (wikt) - Jâvu (wikt) | Jb - Jbancă (wikt) | Jd - Jdeică (wikt) - Jder (wikt) - Jderiu (wikt) - Jderoiu (wikt) - Jderu (wikt) - Jdirea (wikt) | Je - Jeante (wikt) - Jeantea (wikt) - Jebelean (wikt) - Jebeleanu (wikt) - Jebelian (wikt) - Jeberean (wikt) - Jebereanu (wikt) - Jeberian (wikt) - Jeberneac (wikt) - Jebetean (wikt) - Jebeten (wikt) - Jecan (wikt) - Jechereanu (wikt) - Jechianu (wikt) - Jechil (wikt) - Jechiu (wikt) - Jeciu (wikt) - Jecu (wikt) - Jefcovici (wikt) - Jeflea (wikt) - Jega (wikt) - Jegan (wikt) - Jegu (wikt) - Jehaliuc (wikt) - Jeican (wikt) - Jejeran (wikt) - Jejerean (wikt) - Jelchici (wikt) - Jelea (wikt) - Jeleanu (wikt) - Jelecuțeanu (wikt) - Jeledințan (wikt) - Jeledințean (wikt) - Jeler (wikt) - Jeleri (wikt) - Jeleriu (wikt) - Jeleru (wikt) - Jelescu (wikt) - Jeleșneac (wikt) - Jelmărean (wikt) - Jelmăreanu (wikt) - Jelnean (wikt) - Jemna (wikt) - Jemnea (wikt) - Jenar (wikt) - Jenaru (wikt) - Jencărău (wikt) - Jenei (wikt) - Jente (wikt) - Jentimur (wikt) - Jepan (wikt) - Jepelea (wikt) - Jepu (wikt) - Jerbaș (wikt) - Jerca (wikt) - Jercălău (wikt) - Jercan (wikt) - Jercu (wikt) - Jercuț (wikt) - Jerdea (wikt) - Jerdeanu (wikt) - Jerdianu (wikt) - Jere (wikt) - Jerean (wikt) - Jerebie (wikt) - Jerechi (wikt) - Jeredea (wikt) - Jereghie (wikt) - Jerișteanu (wikt) - Jerlăianu (wikt) - Jerloeanu (wikt) - Jernea (wikt) - Jerpelea (wikt) - Jescu (wikt) - Jetea (wikt) - Jeverdan (wikt) | Jg - Jgheban (wikt) - Jgumă (wikt) |

| Ji - Jian (wikt) - Jianu (wikt) - Jiberian (wikt) - Jibetean (wikt) - Jibeteanu (wikt) - Jibleanu (wikt) - Jiboan (wikt) - Jiboc (wikt) - Jibotean (wikt) - Jiboteanu (wikt) - Jibu (wikt) - Jibura (wikt) - Jic (wikt) - Jica (wikt) - Jicărean (wikt) - Jicăreanu (wikt) - Jicheran (wikt) - Jichi (wikt) - Jichici (wikt) - Jichișan (wikt) - Jicleanu (wikt) - Jicman (wikt) - Jicmon (wikt) - Jicoane (wikt) - Jicu (wikt) - Jicuț (wikt) - Jicuța (wikt) - Jid (wikt) - Jida (wikt) - Jidănașu (wikt) - Jidaru (wikt) - Jidav (wikt) - Jidiuc (wikt) - Jidoi (wikt) - Jidoveanu (wikt) - Jidovu (wikt) - Jidovul (wikt) - Jiduc (wikt) - Jidveian (wikt) - Jieanu (wikt) - Jienescu (wikt) - Jifcu (wikt) - Jiga (wikt) - Jigan (wikt) - Jiganie (wikt) - Jiganu (wikt) - Jigăranu (wikt) - Jigău (wikt) - Jighici (wikt) - Jighir (wikt) - Jighira (wikt) - Jighirgiu (wikt) - Jiglaru (wikt) - Jiglău (wikt) - Jiglea (wikt) - Jigman (wikt) - Jigmond (wikt) - Jignea (wikt) - Jigolea (wikt) - Jigoranu (wikt) - Jigorea (wikt) - Jigoria (wikt) - Jigovan (wikt) - Jiguț (wikt) - Jiguță (wikt) - Jijeu (wikt) - Jijian (wikt) - Jijie (wikt) - Jilăveanu (wikt) - Jilavu (wikt) - Jilcă (wikt) - Jilcu (wikt) - Jilescu (wikt) - Jilinschi (wikt) - Jiloan (wikt) - Jiloveanu (wikt) - Jilțu (wikt) - Jiman (wikt) - Jimana (wikt) - Jimblaru (wikt) - Jimboran (wikt) - Jimborean (wikt) - Jimboreanu (wikt) - Jimborian (wikt) - Jimna (wikt) - Jimon (wikt) - Jina (wikt) - Jinar (wikt) - Jinariu (wikt) - Jinaru (wikt) - Jinca (wikt) - Jincă (wikt) - Jincu (wikt) - Jindiceanu (wikt) - Jinescu (wikt) - Jinga (wikt) - Jingăroiu (wikt) - Jingoiu (wikt) - Jinică (wikt) - Jiniță (wikt) - Jiosan (wikt) - Jipa (wikt) - Jipeanu (wikt) - Jipescu (wikt) - Jipianu (wikt) - Jipirescu (wikt) - Jiplea (wikt) - Jipu (wikt) - Jirar (wikt) - Jireadă (wikt) - Jirebie (wikt) - Jireche (wikt) - Jireghe (wikt) - Jireghie (wikt) - Jirlăianu (wikt) - Jiroș (wikt) - Jiroveanu (wikt) - Jiru (wikt) - Jișa (wikt) - Jiț (wikt) - Jitar (wikt) - Jitărașu (wikt) - Jităreanu (wikt) - Jitărel (wikt) - Jitărescu (wikt) - Jitărița (wikt) - Jitariu (wikt) - Jitariuc (wikt) - Jităriuc (wikt) - Jitaru (wikt) - Jitcă (wikt) - Jite (wikt) - Jitea (wikt) - Jitean (wikt) - Jiteanu (wikt) - Jitescu (wikt) - Jitianu (wikt) - Jițianu (wikt) - Jitrașcu (wikt) - Jittu (wikt) - Jiu (wikt) - Jiugea (wikt) - Jiulea (wikt) - Jiurea (wikt) - Jiva (wikt) - Jivan (wikt) - Jivănescu (wikt) - Jivarici (wikt) - Jivcu (wikt) - Jiveanu (wikt) - Jivi (wikt) - Jivici (wikt) - Jivoin (wikt) - Jivoiu (wikt) - Jivu (wikt) - Jivulescu (wikt) | Jî - Jîjîe (wikt) - Jîjîie (wikt) - Jîlavu (wikt) - Jîlcu (wikt) - Jîpa (wikt) - Jîrcan (wikt) - Jîrleanu (wikt) - Jîșcanu (wikt) - Jîtărașu (wikt) - Jîtariu (wikt) - Jîtaru (wikt) - Jîtca (wikt) | Jn - Jneapăn (wikt) - Jnechin (wikt) | Jo - Joacă-bine (wikt) - Joacăbine (wikt) - Joaie (wikt) - Joandrea (wikt) - Joantă (wikt) - Joarză (wikt) - Joca (wikt) - Jochiac (wikt) - Jocu (wikt) - Jocuța (wikt) - Jodeș (wikt) - Joe (wikt) - Joean (wikt) - Joga (wikt) - Jogan (wikt) - Joghiu (wikt) - Joia (wikt) - Joian (wikt) - Joică (wikt) - Joinoș (wikt) - Joița (wikt) - Joiță (wikt) - Joițescu (wikt) - Joițoiu (wikt) - Joiulescu (wikt) - Joja (wikt) - Joje (wikt) - Jold (wikt) - Jolde (wikt) - Joldea (wikt) - Joldeș (wikt) - Joldescu (wikt) - Joldiș (wikt) - Joldoș (wikt) - Joldu (wikt) - Jolea (wikt) - Joloncovschi (wikt) - Jolța (wikt) - Jolțan (wikt) - Joltea (wikt) - Jolteag (wikt) - Joltvinschi (wikt) - Jomgocian (wikt) - Jomolean (wikt) - Jora (wikt) - Jorăscu (wikt) - Jorda (wikt) - Jordan (wikt) - Jordea (wikt) - Jordeș (wikt) - Jordiș (wikt) - Jordon (wikt) - Jorea (wikt) - Jorj (wikt) - Jorja (wikt) - Jorjoca (wikt) - Jornea (wikt) - Jorovăț (wikt) - Jorovlea (wikt) - Josan (wikt) - Josanu (wikt) - Josceanu (wikt) - Josiu (wikt) - Josu (wikt) - Jovla (wikt) - Jovrea (wikt) | Ju - Jubeleanu (wikt) - Juberianu (wikt) - Jubleanu (wikt) - Jucălea (wikt) - Jucan (wikt) - Jucănaru (wikt) - Jucătoru (wikt) - Juchi (wikt) - Jucu (wikt) - Jucuț (wikt) - Jude (wikt) - Judea (wikt) - Judele (wikt) - Judescu (wikt) - Județ (wikt) - Judianu (wikt) - Juga (wikt) - Jugan (wikt) - Jugănariu (wikt) - Jugănaru (wikt) - Jugărean (wikt) - Jugariu (wikt) - Jugaru (wikt) - Jugăstrean (wikt) - Jugăstreanu (wikt) - Jugastru (wikt) - Jugăstru (wikt) - Jugău (wikt) - Jugăurs (wikt) - Jugereanu (wikt) - Juglan (wikt) - Jugrăștan (wikt) - Jugrăvescu (wikt) - Jugravu (wikt) - Jugreștan (wikt) - Jugreștean (wikt) - Jugrin (wikt) - Juguleanu (wikt) - Jugulescu (wikt) - Jugulete (wikt) - Juguraru (wikt) - Juguravu (wikt) - Jugureanu (wikt) - Jugurică (wikt) - Juja (wikt) - Jujan (wikt) - Jujană (wikt) - Jujău (wikt) - Jujescu (wikt) - Jujgă (wikt) - Jujică (wikt) - Jujici (wikt) - Jujucă (wikt) - Jula (wikt) - Julan (wikt) - Julca (wikt) - Julcuțiu (wikt) - Julea (wikt) - Julean (wikt) - Julecătean (wikt) - Julechețan (wikt) - Julei (wikt) - Julendan (wikt) - Julescu (wikt) - Juleștean (wikt) - Jumanca (wikt) - Jumară (wikt) - Jumăra (wikt) - Jumătate (wikt) - Jumblaru (wikt) - Jumate (wikt) - Jumiuga (wikt) - Jumolea (wikt) - Jumuga (wikt) - Jumugă (wikt) - Junariu (wikt) - Junate (wikt) - Junc (wikt) - Junca (wikt) - Juncan (wikt) - Juncănariu (wikt) - Juncu (wikt) - June (wikt) - Junea (wikt) - Junescu (wikt) - Jungheatu (wikt) - Junghiatu (wikt) - Junghie (wikt) - Junghietu (wikt) - Junghiu (wikt) - Junic (wikt) - Junică (wikt) - Junicu (wikt) - Junie (wikt) - Junilă (wikt) - Junjan (wikt) - Junoiu (wikt) - Juntan (wikt) - Jupan (wikt) - Jupâneanț (wikt) - Jupâneanu (wikt) - Jupânu (wikt) - Jupoi (wikt) - Jura (wikt) - Juraș (wikt) - Jurașcu (wikt) - Jurat (wikt) - Juratu (wikt) - Jurău (wikt) - Juraule (wikt) - Juravela (wikt) - Juravle (wikt) - Juravlea (wikt) - Juravlia (wikt) - Jurbă (wikt) - Jurca (wikt) - Jurcă (wikt) - Jurcan (wikt) - Jurcău (wikt) - Jurchelea (wikt) - Jurchescu (wikt) - Jurchiș (wikt) - Jurchiță (wikt) - Jurco (wikt) - Jurcoane (wikt) - Jurcoi (wikt) - Jurcoiu (wikt) - Jurcone (wikt) - Jurconi (wikt) - Jurcovan (wikt) - Jurcoveț (wikt) - Jurcu (wikt) - Jurcul (wikt) - Jurcuț (wikt) - Jurcuța (wikt) - Jurcuțiu (wikt) - Jurea (wikt) - Jurebie (wikt) - Jureleac (wikt) - Jurescu (wikt) - Jureștean (wikt) - Jurgă (wikt) - Jurge (wikt) - Jurgea (wikt) - Jurgiu (wikt) - Jurguț (wikt) - Jurj (wikt) - Jurja (wikt) - Jurjan (wikt) - Jurje (wikt) - Jurjea (wikt) - Jurjescu (wikt) - Jurjeu (wikt) - Jurji (wikt) - Jurjică (wikt) - Jurjiu (wikt) - Jurjoni (wikt) - Jurju (wikt) - Jurjuț (wikt) - Jurma (wikt) - Jurmescu (wikt) - Jurovlea (wikt) - Jurovschi (wikt) - Jursan (wikt) - Jurubescu (wikt) - Jurubiță (wikt) - Jușcă (wikt) - Jușman (wikt) - Justinian (wikt) - Juvara (wikt) - Juvecior (wikt) - Juveloiu (wikt) - Juverdean (wikt) - Juverdeanu (wikt) - Juverdianu (wikt) - Juvete (wikt) - Juvină (wikt) - Juvuleanu (wikt) |